# Stróże Poranka
Stróże Poranka – polska grupa muzyczna grająca muzykę chrześcijańską (głównie rock chrześcijański). Zespół powstał w 2002 r. wśród młodych ludzi wywodzących się z Salezjańskich Wspólnot Ewangelizacyjnych. Zespół zawiesił działalność w 2011.

## Dyskografia
Do tej pory muzycy z zespołu wydali cztery albumy:
- 2002: Stróże Poranka
- 2005: Ze Słońcem Wstaje Nadzieja
- 2008: Alfa Omega
- 2010: Drogi